# Gorodka
 (août 2012).
Gorodka est un espace artistique à visée non commerciale, créé en 1970 par Pierre Shasmoukine à Sarlat-la-Canéda (Dordogne).

## Historique
Le lieu a été fondé par Pierre Shasmoukine en 1970, à 4 km de la ville de Sarlat, dans la province historique du Perigord (en pays de langue d'Oc).
Au début, Pierre Shasmoukine était seul dans la création du lieu mais très vite, Gorodka devint un point de connexions entre différents artistes et autres chercheurs d'utopie notamment avec des espaces partagés avec d'autres artistes.
Après 10 années de travail acharné dans les domaines de la survie, de l'agriculture, de l'élevage, et du travail forestier... il crée en 1979  l'IRI:  Institut Rural d'Information, l'IRI (http://elisabeth.blog.lemonde.fr/2012/02/06/gorodka-saga/) Première ONG française sur le développement durable, avec en parallèle la mise en place de la 3e Boutique de Gestion, un des premiers  centres d'informations sur les initiatives alternatives culturelles, architecturales (construction bois de type isba;anarchitectures...), artistiques.

L'I.R.I, sera financé par 5 Ministères d'État, emploiera jusqu'à 12 salariés et travaillera en relation avec des consultants sur tous les sujets innovants du monde rural.
Pierre Shasmoukine en est Président (bénévole). Il travaille 14 heures par jour, publie la Revue Za, le livre  "Construire en bois" et le 4e Catalogue des Ressources "Énergie Habitat", qui traite (30 ans trop tôt) de tous les sujets actuels, chers aux écologistes.
Son travail reste cependant ignoré par Sarlat et la Région.

Pourtant, à Gorodka, au début des années 80, une serre bioclimatique verra le jour.
Mais, avec la décentralisation, les subventions sont bloquées et curieusement, se "perdent dans la nature" dans l'indifférence (et l'hostilité) des décideurs locaux qui ne se sont jamais déplacés et qui les supprimeront. Pierre Shasmoukine, ulcéré de cette incompréhension générale, arrêtera ses activités et l'IRI, endetté fermera  ses portes !
Pourtant, quelques  mois plus tôt, le Médiateur auprès du Président de la République et du Parlement avait fait un rapport très positif sur l'IRI. 
Toute cette partie de l'histoire de Gorodka se visite sur place et est consultable virtuellement sur le site  gorodka.com. (Bande dessinée  rubrique "Gorodka Saga").
En 1984, Gorodka devient une des plus grandes galerie d'art singulier en plein air du  monde rural.
Depuis 2009, Gorodka s'est modernisé et aujourd'hui le site comprend des parcours nature, des galeries, des ateliers, des œuvres, des visites pédagogiques, des artistes à résidence en plus des quelques centaines d'œuvres. 
Gordoka est cité et connu par la plupart des guides nationaux et internationaux sur l'art singulier ou sur la Dordogne.
Sur le Parcours Nature de Gorodka se trouvent une cinquantaine d'œuvres d'art cinétique créées à partir de produits recyclés et éclairées la nuit.

## Sources
(septembre 2012).
- « Guide pour passer l'été dans le Périgord », Le Point, 2008.
- Thierry Dumas, « Gorodka à part », Sud Ouest, 10 août 2011.
- Le Monde, 6 janvier 2012.
- Un anarchitecte de génie :www.grandsudinsolite.fr/374-24-dordogne-pierre-shasmoukine--touche-a-tout-genial.html
- Art russe : www.art-russe.com/article177.html
- Guide des escapades insolites :L'art dans la naturel
- Parution Office du tourisme : Art-et-Culture/Association-Za-GORODKA/
- Poème à Murielle Cerf
- Le recours aux forêts : Sélection de livres et articles sur les cabanes
- Amis de Pierre Shasmoukine :